# Maximinus Thrax
Gaius Iulius Verus Maximinus, známý jako Maximinus Thrax (172 nebo 173 Thrákie – duben 238 u Aquileje), byl římský císař panující od března 235 do dubna 238, posledních několik měsíců jen v části římské říše. Přídomek Thrax (Thrák) mu dali již současníci, on sám ho však nikdy nepoužíval ani na mincích, ani na nápisech.
Maximinus je tradičně pokládán za prvního vojenského císaře a zásluhou kronikáře Herodiana se o něm dochovalo více zpráv než o jeho nástupcích. S jeho příchodem k moci začalo v římských dějinách dlouhé období politické nestability a hospodářského úpadku, jemuž se obvykle říká krize ve 3. století.

## Původ a vojenská kariéra
V protikladu ke svým předchůdcům pocházel Maximinus ze zcela prostých poměrů. Herodianos tvrdí, že byl v mládí pastevcem, a zřejmě se mu nedostalo téměř žádného vzdělání. Hovořil latinou naučenou ve vojenských táborech, jejíž slovní zásoba byla omezená, a snad z toho vzešel mýtus, že neuměl tuto řeč dostatečně. Jeho jméno Verus nicméně naznačuje, že jeho rodina pravděpodobně obdržela římské občanství již kolem roku 165 za vlády Lucia Vera – což by legendu o nízkém původu zčásti narušovalo.
Za Septimia Severa vstoupil Maximinus do armády, kde udělal díky své tělesné síle a zdatnosti rychlou kariéru. Většina údajů uváděných o jeho postupu v Historii Augustě je naneštěstí historickou fikcí a důvěryhodné nejsou ani zprávy, že byl určitý čas místodržitelem provincie Mesopotamia. Jisté je tak jen to, že před svou proklamací za císaře zastával ve vojsku Alexandra Severa funkci praefecta tironibus, tedy důstojníka zodpovědného za výcvik rekrutů, a že mezi vojáky byl velmi populární.

## Proklamace za císaře
Císařem provolali Maximina v březnu 235 vojáci, nespokojení s vývojem války proti Germánům, přičemž dosavadní panovník Alexander Severus byl i s matkou Mamaeou zavražděn. K revoltě došlo ve vojenském táboře poblíž Mogontiaka, dnešní Mohuče. Maximinus slíbil jednotkám zvýšení žoldu i amnestii a své povýšení oznámil do Říma senátu, který je schválil.
Navzdory tomu zela od počátku mezi Maximinem a urozenými římskými kruhy nepřekonatelná propast. Senátoři císařem pohrdali kvůli jeho původu, zatímco Maximinus dával zřetelně najevo, že se jejich míněním nehodlá řídit. Zpočátku se ještě zachovávalo zdání souladu, a tak byl Maximinus v nepřítomnosti přijat do dvou významných kněžských kolegií, ale napětí přetrvávalo a postupem doby se zvyšovalo. Sám Maximinus jako císař do Říma nikdy nevstoupil.

## Vláda
Maximinus pokračoval ve válce s Germány, kterou zahájil jeho předchůdce, a podařilo se mu protivníky porazit – zřejmě na území dnešního Württemberska. Nato přijal čestný titul Germanicus Maximus (velký vítěz nad Germány), přesunul se k Dunaji a tam energicky vystoupil proti různým etnikům za hranicemi, především proti Sarmatům. O svých úspěších podrobně zpravil senát.
Na východě obnovil perský král Ardašír tlak na římské pohraničí a dobyl některá opevněná místa, k vojenské výpravě proti němu se však císař, plně vázaný na západě, nedostal. V roce 236 stihl ještě prohlásit svého syna Gaia Iulia Vera Maxima za caesara, ale vnitropolitická krize mezitím nabrala takových obrátek, že císařskou správu zaměstnávala ještě dlouho po Maximinově smrti.

### Spor se senátem
Jak už bylo řečeno, většina senátorů se s vládou povýšence Maximina nikdy nesmířila, a přestože měl císař v senátu několik přívrženců, o podpoře nemohlo být ani řeči. Maximinus se opíral výlučně o rýnské legie, které ho vynesly k moci, a i za cenu mimořádných opatření se snažil uspokojit jejich finanční požadavky. Nezachovával přitom ani zdání, že o politice spolurozhoduje senátorské kolegium v Římě.
Počátkem roku 238 způsobilo lokální pozdvižení v provincii Africa bouři, která nakonec Maximina stála vládu i život. Prokonsulem v Africe byl tehdy starý senátor Gordianus, vážený muž, jehož zřejmě proti jeho vůli proklamovali mladíci z řad místní nobility za císaře. Improvizovaná revolta se rychle rozrostla, když poslové vzbouřenců dosáhli v Římě uznání Gordiana i jeho syna Gordiana II. ze strany senátu. Zdálo se, že nastane všeobecné povstání proti Maximinovu režimu, i jinak nepříliš populárnímu. Avšak dříve, než se mohlo hnutí rozvinout, zasáhl do událostí numidský legát Capellianus, který vzpouru potlačil. Oba Gordianové přišli o život.
Senátoři v Římě věděli, že zašli příliš daleko a že se Maximinus bude chtít pomstít. Rozhodli se proto pokračovat v odboji, zvolili ze svého středu dva nové císaře, Pupiena a Balbina, zatímco Maximina vyhlásili za veřejného nepřítele. Začala občanská válka.

### Maximinova porážka a smrt
Maximina zastihly tyto zprávy v Panonii, kde stále ještě vedl válku se zadunajskými kmeny. Nemeškal a ihned vytáhl do Itálie, aby zápas co nejdříve rozhodl pro sebe. Ale po neúspěšném obléhání Aquileje ztratil respekt u svých vojáků, a ti ho i se synem Maximem před hradbami města zavraždili. Nad mrtvým bylo vyhlášeno damnatio memoriae.